# Luís I de Espanha
Luís I (Madrid, 25 de agosto de 1707 – Madrid, 31 de agosto de 1724) foi o Rei da Espanha durante sete meses em 1724, da abdicação de seu pai Filipe V em janeiro até sua morte prematura em agosto. A breve duração de seu reinado fez com que ele tivesse pouca significância tanto na política interna quanto externa da Espanha.
Luís participou muito pouco dos assuntos de governo; ele não era muito interessado em política e seus pais se intrometiam no governo mesmo estando na aposentadoria. Entretanto, existiram algumas tentativas de ministros para realizar reformas internas com a intenção de emancipar o jovem monarca da supervisão dos pais. Sua vida pessoal foi marcada pelos escândalos de sua esposa Luísa Isabel de Orleães, cujas atitudes eram consideradas pouco dignas para a época.
Ele pegou varíola em julho de 1724 e acabou morrendo no mês seguinte pouco depois de seu aniversário de dezessete anos. Sua morte fez com que seu pai Filipe V reassumisse o trono espanhol, desta vez reinando até sua morte.

## Início de vida

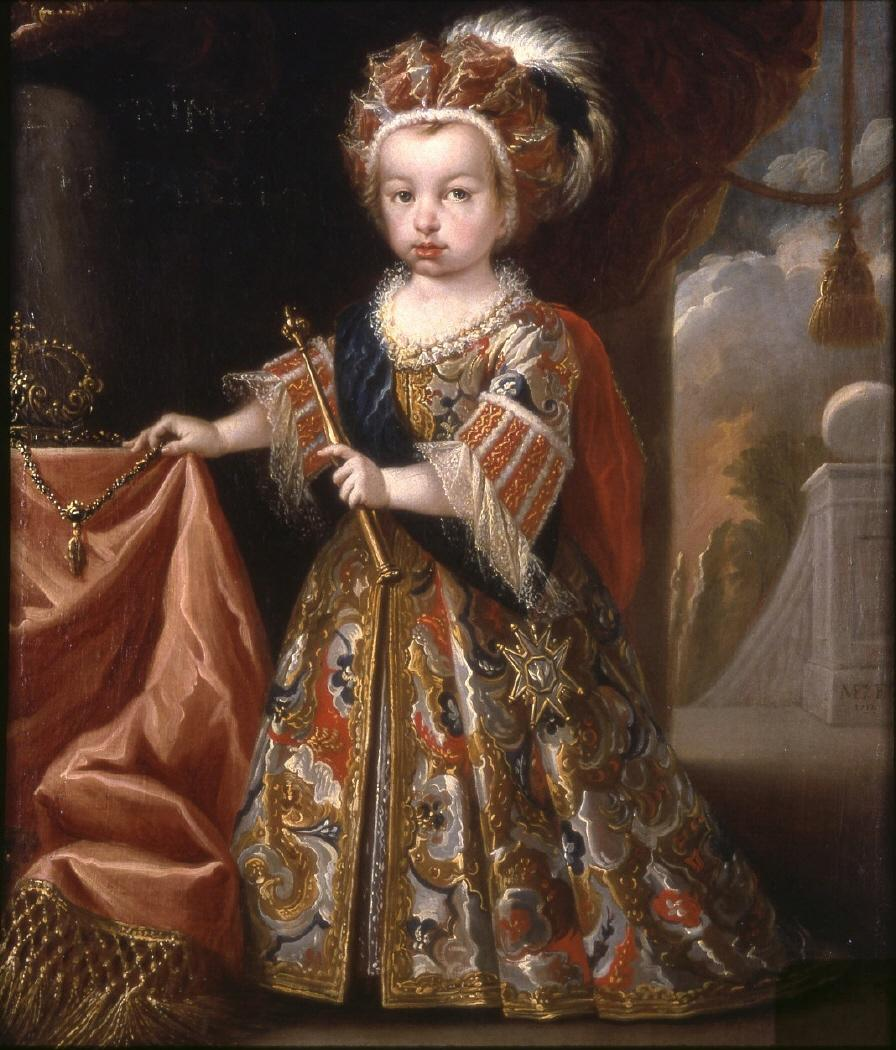
Luís em 1712, aos cinco anos, por Miguel Jacinto Meléndez

Luís nasceu em 25 de agosto de 1707 no Palácio do Bom Retiro, Madrid. Seu nome completo era Luís Filipe Fernando José em homenagem ao pai e aos reis Luís IX de França e Fernando III de Castela. Era o filho mais velho do rei Filipe V de Espanha e sua primeira esposa Maria Luísa de Saboia, sendo assim neto dos reis Luís XIV de França pelo lado paterno e Vítor Amadeu II de Saboia pelo lado materno.
Foi o primeiro membro da Casa de Bourbon a nascer na Espanha, fazendo com que fosse popular entre o povo espanhol que o via sempre com grande esperança e simpatia. Seu nascimento ocorreu durante a Guerra da Sucessão Espanhola e serviu como propaganda para Filipe e também para Maria Luísa, que às lágrimas exibiu o filho ao povo dizendo: "Este é Luisinho, compatriota de vocês!". Em 7 de abril de 1709, enquanto ainda tinha apenas dois anos de idade, seu pai convocou as cortes para juramentassem Luís como Príncipe das Astúrias e sucessor da coroa.
Sua mãe morreu quando Luís tinha sete anos de idade, acontecimento que fez com que ele e seus irmãos adquirissem vários problemas emocionais. Luís decidiu substituir a figura de Maria Luísa e assumir as responsabilidades dos cuidados dos irmãos, especialmente depois que Filipe se casou com Isabel Farnésio. Ele teve inicialmente a tutela de Maria Ana de La Trémoille, Princesa de Ursins e chegada de sua madrasta. Isabel, apesar de nunca ter maltratado os filhos do primeiro casamento do marido, posteriormente enviou Luís para as mãos do cardeal Giulio Alberoni para não continuar com a atmosfera familiar já existente. Em seguida o príncipe foi instruído pelo jesuíta Ignace de Labrussel, porém sua educação não foi profunda. Ele tinha pouco interesse nos assuntos comuns, más era um amante das artes e gostava muito de música, principalmente daquelas que podiam ser dançadas.
Aos treze anos de idade, Luís combinava a vida palaciana com atividades mundanas. Ele gostava de roubar os pomares próximos do Palácio do Bom Retiro e de sair durante a noite com pessoas de má reputação. O príncipe costumava mandar que seus criados buscassem mulheres nas ruas de Madrid; Luís herdou a natureza sexual de seu pai e sempre saía acompanhado de seu servente Lacotte. Essa prática foi mantida mesmo depois de seu casamento, principalmente para ficar longe da esposa. Isso fez com que ficasse muito popular entre o povo de Madrid, que sempre o viam andando pelas ruas. Nessa época, circulou um comentário anônimo definindo o comportamento de Luís:
| “ | Fogoso como sua mãe, lascivo como seu pai, quente como sua madrasta e masturbador como um pedófilo. | ” |

## Aparência e personalidade

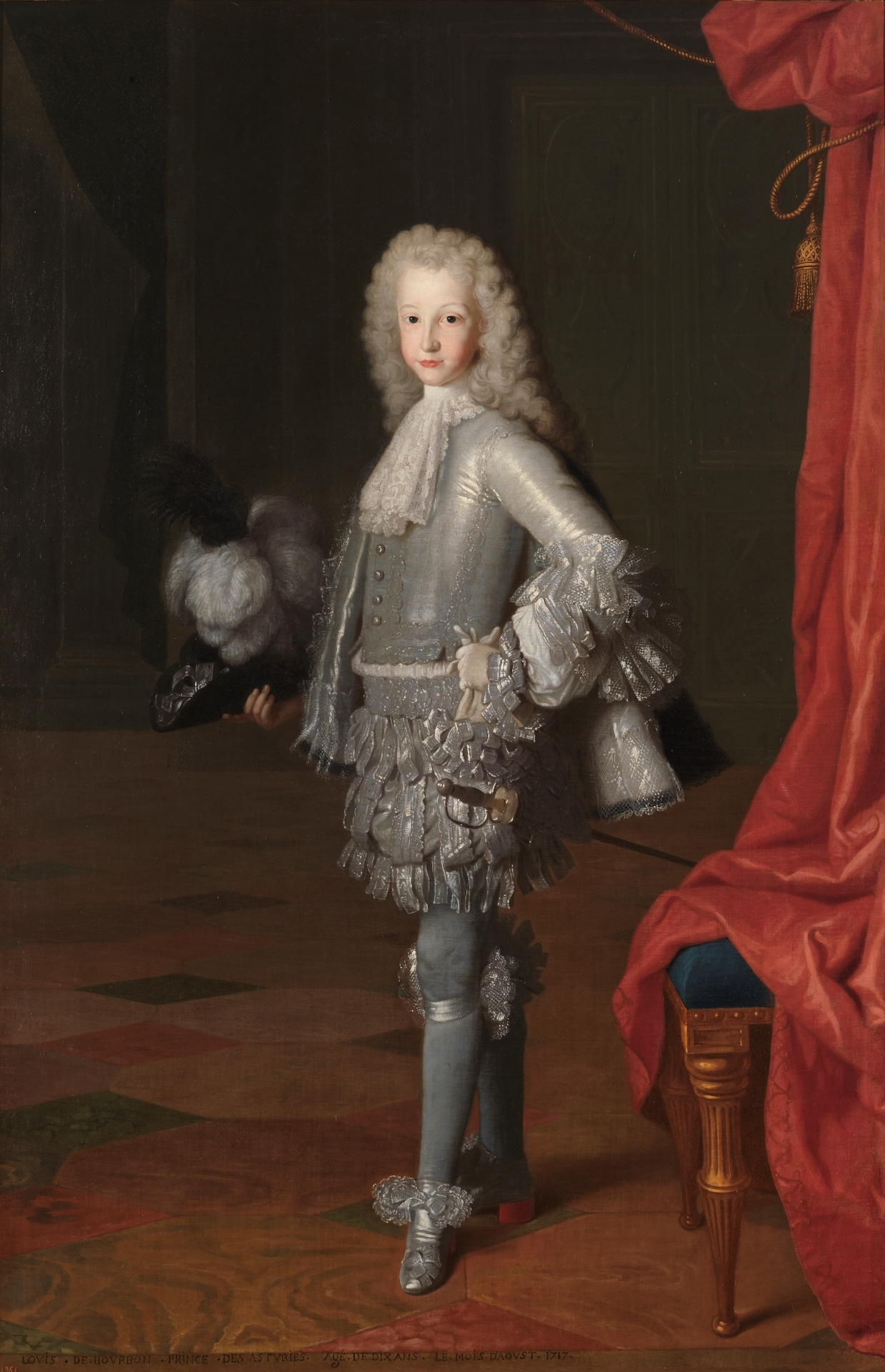
Luís em 1717, aos dez anos, por Michel Ange Houasse

Luís era alto e magro, tinha cabelos loiros, era considerado feio para os padrões da época e dizia-se que era semelhante em aparência ao seu avô Vítor Amadeu II. Além disso, era fisicamente delicado, fraco e com pouca força nos braços.
Sabe-se pouco sobre sua personalidade. Vicente Bacallar, Marquês de São Filipe, o descreveu após sua morte como "extremamente liberal, magnânimo e inclinado a agradar todos: nem sua liberdade como Rei contaminou sua vontade", além de "gentilíssimo", também enfatizando sua devoção religiosa. Outros contemporâneos alegaram que Luís havia herdado a inteligência e charme pessoal de sua mãe e a retidão moral de seu pai, que sempre demonstrava uma grande submissão pessoal. Luís de Rouvroy, Duque de São Simão, disse que ele gostava de caçar, porém a verdade era que Luís odiava a prática em geral, particularmente com armas de fogo, pois assistiu desde sua infância as repetidas caças de seus pais.
Por outro lado, afirmou-se que ele tinha herdado o comportamento sexual de Filipe. Dizia-se que Lacotte, o servente que o acompanhava em seus passeios por Madrid e que tinha a reputação de ser um pedófilo, havia sido enviado para seduzir o príncipe convencido que o jovem tinha dificuldades em copular. Por seu casamento nunca ter sido consumado, testemunhos começaram a aparecer mencionando uma ambiguidade sexual por parte de Luís. Como W. Clarke comenta:  "... o herdeiro espanhol gostava igualmente de partilhar suas festas com jovens de ambos os sexos, alternando jogos eróticos um com outras". Em suma, Luís era realmente bissexual, tendo sido iniciado na homossexualidade por um criado oriundo de Versalhes, e o próprio não via nenhum problema no fato de gostar dos dois sexos.

## Casamento

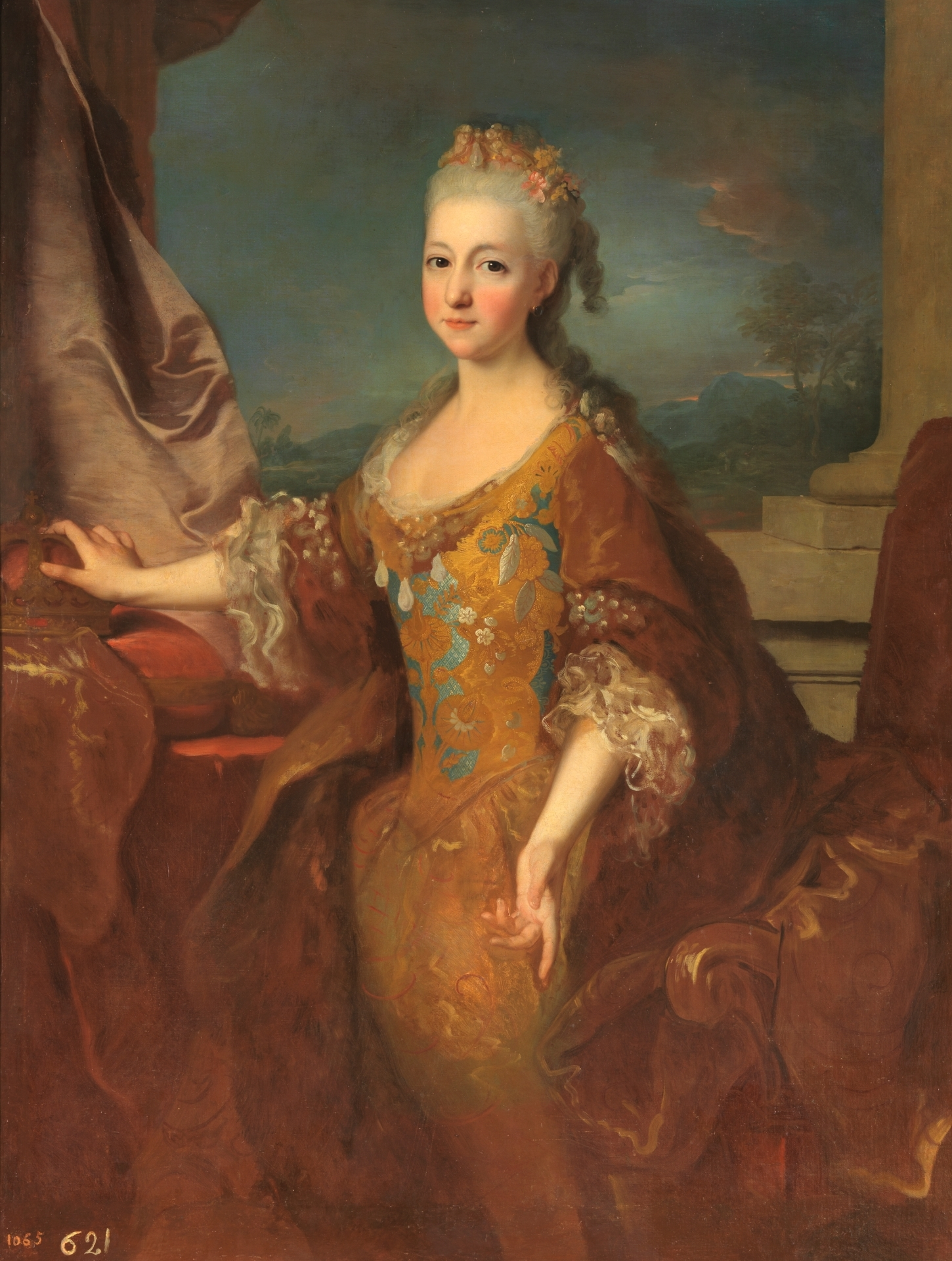
Luísa Isabel de Orleães

Luís se casou, então com quinze anos de idade, na cidade de Lerma em 20 de janeiro de 1722 com Luísa Isabel de Orleães, que na época tinha apenas doze. Ela era filha de Filipe II, Duque de Orleães e regente do rei Luís XV de França, e sua esposa Francisca Maria de Bourbon, filha ilegítima de Luís XIV.
O casamento ocorreu como resultado de estratagemas políticos realizados por Isabel Farnésio, que desejava que suas filhas naturais se tornassem rainhas. Luís virou uma moeda de troca oferecida a Filipe d'Orleães com o objetivo de futuramente casar Luís XV com a infanta Mariana Vitória, sua filha natural.
Luísa Isabel, como rainha, foi vítima de fortes críticas por seu comportamento bizarro. No entanto, quando o jovem rei caiu doente com varíola, em agosto daquele ano, cuidou dele solicitamente, expondo-se à infeção, como foi o caso, mesmo com um resultado diferente da de seu marido. Sete meses depois de ascender ao trono, o rei morreu de varíola em Madrid em 31 de agosto de 1724, tendo acabado de completar 17 anos.
Este "reinado relâmpago" foi inconsequente por sua brevidade e porque, realmente, não governava em Madrid (corte de Luís I), mas no Palácio Real de La Granja de San Ildefonso, paralelamente à corte de Filipe V e sua esposa Isabel Farnésio, ocupando Luís só de festas com os seus amigos. Seu pai retornou ao trono após a sua morte e rainha viúva Luísa Isabel foi enviada de volta para a França, já que sua estadia na Espanha era inútil e gozava de pouca simpatia na corte espanhola. Eles não tiveram filhos.